# Michel Petrovich Argoutinsky-Dolgoroukoff
Michel Petrovich Argoutinsky-Dolgoroukoff (en russe : Михаил Петрович Аргутинский-Долгоруков) est un prince (knèze) russo-arménien né le 1er février 1884 à Tiflis et mort le 20 août 1953 à Paris 8e. Il est chevalier grand-croix de l’Ordre hospitalier de Saint-Lazare de Jérusalem, Colonel du régiment de la garde impériale russe des hussards de Grodno (ru) et appartient à la dynastie Argoutinsky-Dolgoroukoff,.

## Biographie

### Études
Il étudie au lycée de Varsovie (pl), il retourne ensuite à Saint-Pétersbourg pour passer ses examens d'officier à École Militaire Pavlovsk (en) suivi de ses examens de cavalerie à l'École de cavalerie Nicolas.

### Carrière militaire
Il s'engage à partir du 24 août 1905.

Il est promu au grade de Cornette le 11 janvier 1907 et rejoint sous ce grade le régiment de hussards de la Garde impériale de Grodno chez qui il restera pendant toute sa carrière d'officier. 

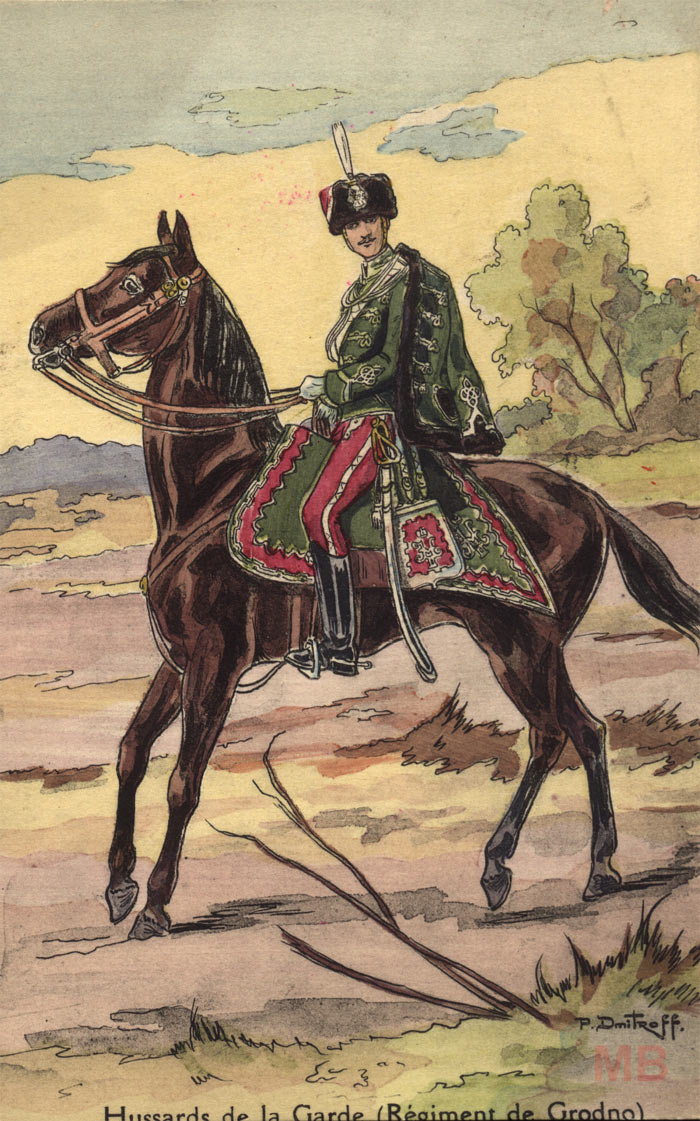
Uniforme militaire du régiment de hussards des sauveteurs de Grodno (1914).

En décembre 1908, le prince est adjudant du régiment.
Le 1er janvier 1914, il est promu lieutenant.
Il participe à la Première Guerre mondiale en tant que lieutenant du régiment de hussards de la Garde impériale Grodno. Il est au cœur des batailles et se retrouve blessé à plusieurs reprises, notamment le 4 septembre 1914 où, malgré ses blessures, il garde sa position sur le front est, ce qui attira l'attention du commandement.
Il est capitaine d'état-major le 3 mars 1915 puis, 2 ans plus tard, en janvier 1917, il est capitaine du même régiment.
Le 15 septembre 1916, Michel est reconnu comme atteint d'un Syndrome post-commotionnel.
Le 4 mars 1918, son régiment est dissous par l'arrêté no 236 du Commissariat régional aux affaires militaires de Moscou.
Le régiment est ressuscité le 27 mai 1919 par les Forces armées du Sud de la Russie pour faire face aux bolcheviks pendant la guerre civile russe. Lors du Mouvement Blanc (en), le régiment perd 9 officiers (3 ont été abattus, 3 ont été tués et 3 sont morts de maladie).
Michel finit sa carrière militaire comme Colonel pendant l'année 1919, il quitte l'armée en 1920,.

### Vie civile
Lors de l'été 1920, il se marie à Tiflis avec sa femme Catherine Korganoff.
À l'arrivée au pouvoir des Bolcheviks et après les avoir combattu auprès des Russes Blancs, il fuit la Russie et les pays slaves pour se réfugier en France. Il arrive à Paris le 20 décembre 1920 avec sa femme et ses cousins issus de germain, ainsi que leur mère.
À partir d'octobre 1922, ils iront habiter à Nice où ils seront propriétaires d'un hôtel particulier, puis d'une villa sur les hauteurs de Nice. Michel était copropriétaire de plusieurs biens immobiliers avec son cousin Paul Davidovich.
Michel avait placé une grande partie de sa fortune dans des actions et perdit beaucoup d'argent de cette façon, très probablement lors de la crise de 1929. Il possédait aussi plusieurs biens immobiliers.
En mars 1944, il déménage de nouveau à Paris avec ses enfants ; Michel habite à l'hôtel particulier de Wladimir Argoutinsky-Dolgoroukoff, 7 rue François-Ier dans le 8e arrondissement.
En 1948, sa demande de naturalisation faite en 1945 sera acceptée après avoir été ajournée un an plus tôt, et il devient donc Français le 27 mars.
En novembre 1951, Michel est président de l'association parisienne du régiment des Hussards de Grodno en exil, qui compte 20 membres à cette date.

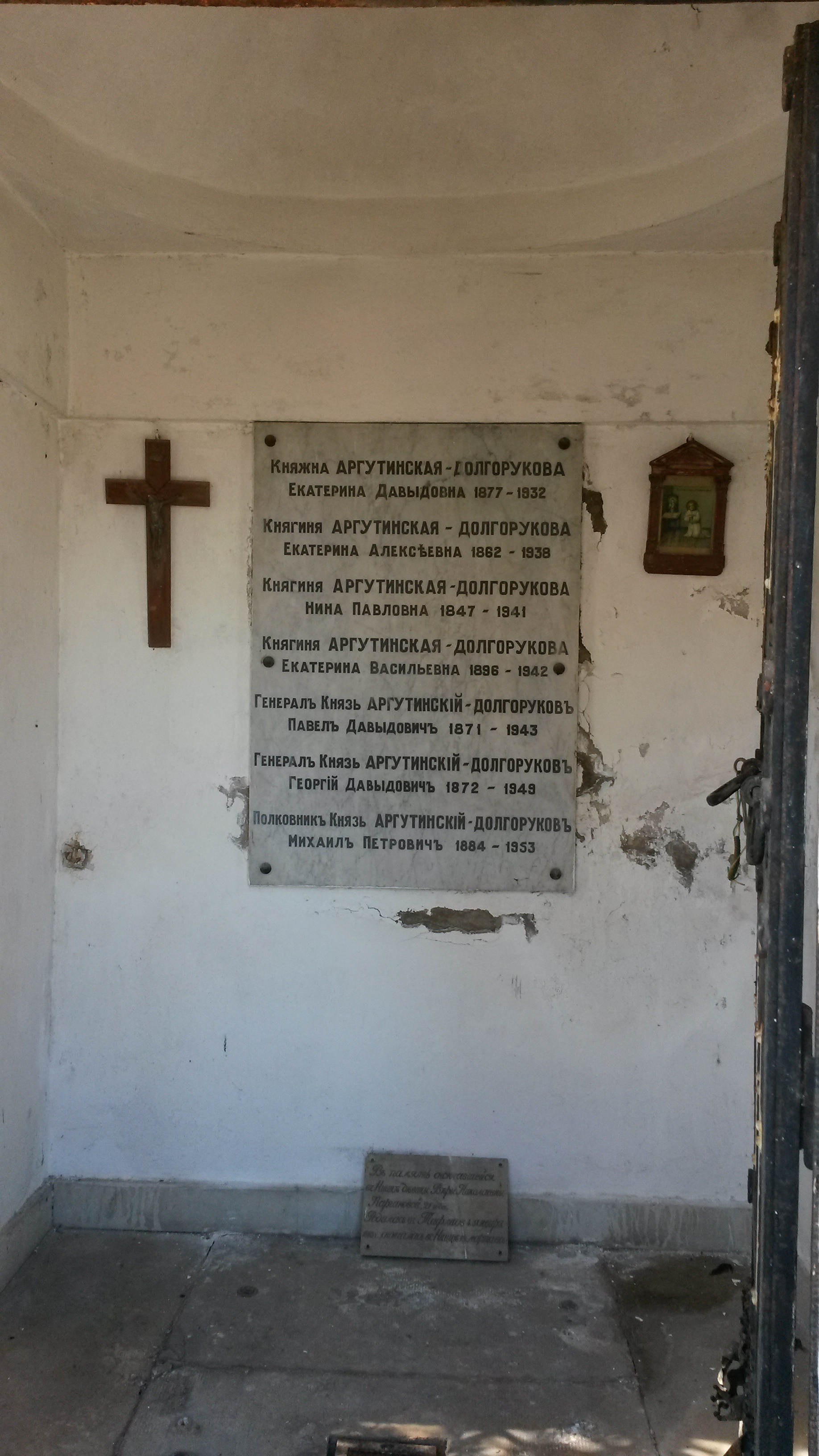
Crypte où a été enterré Michel à Nice. On peut y lire son nom à la dernière ligne, à côté de ceux de ses cousins.

Le prince Michel P. Argoutinsky-Dolgoroukoff meurt à Paris, le 20 août 1953 à l'âge de 69 ans. Il sera enterré au cimetière russe de Nice dans un caveau familial.

## Famille
Michel fait partie de la dynastie arménienne princière des Argoutinsky-Dolgoroukoff. Son père Pierre Luarsabovich était lieutenant-colonel d'infanterie et a été décoré de l'ordre de Sainte-Anne, 2e degré. Son grand-père paternel, Luarsab Pavlovich (d), était secrétaire provincial de l'administration du district de Tiflis.
Le 5 juillet 1920 à Tiflis, il se marie à Catherine Korganov, chanteuse Première à l'Opéra de Tiflis, fille du musicologue Vassili D. Korganov et petite-fille du richissime Alexandre Mantacheff. De cette relation, il aura 2 filles nées en 1921 à Paris et 1928 à Nice. Il divorce de sa femme en janvier 1935, elle décédera le 2 mai 1942 à Paris.
En France, il vivait avec ses cousins issus de germain, les princes et Majors généraux Paul Davidovich (1872-1943) et Georges Davidovich (ru) (1873-1949),, fils du prince et lieutenant général David Luarsabovich Argoutinsky-Dolgoroukoff (1843 - 1910) et de Nina Dadian, leur mère, qui vivra avec eux jusqu'à ce qu'elle décède dans les années 1940.

## Distinctions
Le prince et colonel a été décoré à de multiples reprises :
- 3 mars 1915 : Ordre de Saint-Vladimir, 4e classe avec épées et arc[14]
- 3 avril 1915 : Ordre de Sainte-Anne, 2e classe.
- 23 avril 1916 : Épées et arc pour l'Ordre de Saint-Stanislas existant, 3e classe.
- 8 juin 1916 : Ordre de Saint-Stanislas, 2e classe. avec des épées[15]
- Chevalier Grand-Croix de l'Ordre Hospitalier de Saint-Lazard de Jérusalem[1]